# Signal Iduna Park
Signal Iduna Park, dříve také Westfalenstadion je jeden z nejslavnějších fotbalových stadionů. Poslední rekonstrukce byla dokončena v létě 2004 za 45,5 miliónů eur.
Stadion drží Bundesligový rekord v počtu občerstvovacích stanovišť – více než 3 500. Na stadionu se konala Mistrovství světa ve fotbale 1974, Mistrovství světa ve fotbale 2006 a ME ve fotbale 2024.
Na stadionu hraje některé své zápasy německá fotbalová reprezentace.

## Informace o stadionu
- Kapacita: 80 700 (pro MS 2006 30 000)
- Domovský klub: Borussia Dortmund